# 上道郡
- 令制国一覧 > 山陽道 > 備前国 > 上道郡
- 日本 > 中国地方 > 岡山県 > 上道郡

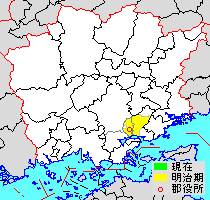
岡山県上道郡の位置

上道郡（じょうとうぐん、かみつみちのこおり）は、岡山県（備前国）にあった郡。

## 郡域
1878年（明治11年）に行政区画として発足した当時の郡域は、下記の区域にあたる。
- 岡山市
  - 北区の一部（祇園）
  - 中区の大部分（旧・岡山城下[1]を除く）
  - 東区の一部（吉井川以西かつ吉井、一日市、浦間、東平島、砂場、谷尻、瀬戸町笹岡以南）

## 歴史
もとは吉備上道国造の支配した地域で、備前国の中心地として栄えた地域である。西は旭川、東は吉井川まで至る郡域を持っていた。後に東部を上東郡（じょうとうぐん）として割譲した。備前国内神名帳に上東郡の記載があり、このころにはすでに上東郡は割譲されていた。また、江戸時代に池田藩が1638年（寛永15年）作成の『備前国九郡地図（寛永古図）』には上東郡が記載されており、明治期には上東郡はすでに存在していなかったので、江戸時代前期から明治維新までの間に再び上道郡に編入されたが、詳細時期は不明である。
上東郡の編入後、「かみつみち」「じょうとう」の2種類の呼び方をされていたが、郡区町村編制法施行時に「じょうとう」の読み方に統一された。
和名抄には宇治郷・幡多郷・上道郷・財田郷・可知郷・居都郷・日下郷・那紀郷・豆田郷の9郷が記載されている。この段階では「福岡」という地名はなく、那紀郷として現れている。郡衙の位置は不明で、上道郷や古都郷などの説もある。
古くは旭川は現在の岡山市北区玉柏・中区祇園あたりで複数に分岐しており、派川の一つが上道郡内の操山北部の平野部を蛇行しながら南西に流れ、現在の東区中川町あたりが河口となっていた。また、現在の本流の流れも今より東寄りを蛇行しながら流れていたが、宇喜多秀家が岡山城築城の際に流路を変更した。これにより旭川本流の西岸で御野郡であった現在の中区竹田・東川原・西河原などの地区が東岸へと変わった。前述の『備前国九郡地図』では、東岸であっても御野郡として記載されているが、明治期までには上道郡へ移管されている。
備前国府は時代によって変遷しているとの説もあるが、備前国の国府が郡内にあったときがあるとされる。ひとつは、岡山市中区高島地域で、同地の国府市場地区に備前国庁跡と推定される遺跡がある。もうひとつ別の時代に、岡山市平島・沼・寺山・瀬戸内市長船町福岡付近にあった（当時は上東郡の所属）とされる。この地域は上道郡・磐梨郡・和気郡・邑久郡・上東郡の境界線が集まっている地域である。
江戸時代前期から始まった大干拓により南部に広大な新田（上南新田）が作られ、郡域が広がった。新田では水田の他、イグサや綿花が多く栽培された。
郡制廃止後の地方事務所は富山村（岡山市中区海吉周辺）に設置された。

### 近世以降の沿革
- 明治初年時点では全域が備前岡山藩領であった。「旧高旧領取調帳」に記載されている明治初年時点での村は以下の通り。（1町108村）

岡山［一部］、門田村、網浜村、平井村、湊村、円山村、沢田村、瓶井門前村、国富村、原尾島村、藤原村、清水村、さい村、中島村、八幡村、新屋敷村、荒井村、赤田村、高屋村、関村、今谷村、海面村、福泊村、福吉村、山崎村、中井村、国府市場村、今在家村、祇園村、段之原村、脇田村、中田村、湯迫村、四御神村、雄町村、乙多見村、財村、長原村、下村、神下村、苅田村、勅旨村、岩間村、当摩村、中川村、松崎新田村、大多羅村、松崎村、目黒村、長利村、土田村、南方村、宍甘村、矢津村、宿村、藤井村、鉄村、北方村、中尾村、菊山村、宿奥村、観音寺村、笹岡村、谷尻村、築地山村、草ヶ部村、沼村、西平島村、砂場村、東平島村、南古都村、矢井村、浦間村、西祖村、吉井村、一日市村、寺山村、浅川村、内ヶ原村、才崎村、楢原村、竹原村、吉田村、百枝月村、西隆寺村、堀内村、西庄村、吉原村、富崎村、山守村、久保村、原村、浅越村、広谷村、西大寺村、中野村、金岡村、金岡新田村、倉田村、倉富村、倉益村、一番、三番、四番、五番、六番、七番、外七番、九番
- 明治4年7月14日（1871年8月29日） - 廃藩置県により岡山県の管轄となる。
- 明治6年（1873年）（1町111村）
  - 一番が分割し、一部（上分）が江崎村、残部（下分）が江並村となる。
  - 四番が分割し、一部（西分）が桑野村、残部（東分）が沖元村となる。
  - 外七番が分割し、一部（西分）が升田村、残部（東分）が豊田村となる。
  - 三番が藤崎村に、五番が光津村に、六番が政津村に、七番が君津村に、九番が九蟠村にそれぞれ改称。
- 明治8年（1875年） - 以下の村の統合などが行われる。（1町100村）
  - 中川村の一部（益野新田）が分立して益野村となる。
  - 海吉村 ← 海面村、福吉村
  - 賞田村 ← 脇田村、中田村
  - 長岡村 ← 財村、長原村
  - 兼基村 ← 苅田村、勅旨村
  - 米田村 ← 岩間村、当摩村
  - 福治村 ← 堀内村、山守村
  - 瓶井門前村が国富村に、荒井村が清水村に、段之原村が祇園村に、矢津村が宍甘村に、築地山村が草ヶ部村に、吉田村が西隆寺村にそれぞれ合併。
- 明治9年（1876年） - 御野郡浜村・東川原村・西川原村・竹田村の所属郡が本郡に変更。（1町104村）
- 明治11年（1878年）9月29日 - 郡区町村編制法の岡山県での施行により、下記の変更が行われる。
  - 岡山の区域をもって岡山区が発足し、郡より離脱。
  - 残部に行政区画としての上道郡が発足。郡役所が藤井村に設置（10月1日に円山村に移転）。

### 町村制以降の沿革
- 明治22年（1889年）6月1日 - 町村制の施行により、以下の各村が発足。全域が現・岡山市。（25村）
  - 三櫂村 ← 網浜村［大部分］、門田村［大部分］、国富村［大部分］、岡山区岡山花畑［一部］
  - 宇野村 ← 浜村、西川原村、竹田村、東川原村、原尾島村、さい村[4]、八幡村、中島村
  - 高島村 ← 賞田村、湯迫村、国府市場村、中井村、雄町村、今在家村、祇園村、新屋敷村
  - 幡多村 ← 関村、赤田村、藤原村、沢田村、高屋村、兼基村、今谷村、清水村
  - 財田村 ← 乙多見村、神下村、米田村、長利村、下村、長岡村、四御神村、土田村
  - 古都村 ← 南方村、藤井村、鉄村、宿村、宍甘村
  - 玉井村 ← 菊山村、宿奥村、観音寺村、笹岡村
  - 浮田村 ← 中尾村、沼村、草ヶ部村、谷尻村、北方村
  - 平島村 ← 砂場村、西平島村、南古都村、東平島村、浦間村
  - 御休村 ← 楢原村、矢井村、浅川村、寺山村、西祖村、一日市村、吉井村
  - 角山村 ← 内ヶ原村、才崎村、竹原村、百枝月村
  - 雄神村 ← 西隆寺村、福治村、富崎村、久保村、原村
  - 西大寺村（単独村制）
  - 芳野村 ← 中野村、浅越村、吉原村、西庄村、広谷村、松崎村
  - 可知村 ← 松崎新田村、益野村、大多羅村、目黒村、中川村
  - 富山村 ← 海吉村、福泊村、山崎村、円山村
  - 操陽村 ← 倉益村、倉富村、倉田村
  - 平井村 ← 平井村、湊村
  - 三蟠村 ← 江崎村、江並村、藤崎村
  - 沖田村 ← 沖元村、桑野村
  - 光政村 ← 光津村、政津村
  - 津田村 ← 升田村、君津村
  - 九蟠村 ← 豊田村、九蟠村
  - 金田村（金岡新田村が単独村制）
  - 金岡村（単独村制）
  - 国富村・門田村・網浜村の各一部が岡山市の一部となる。
- 明治29年（1896年）2月26日 - 西大寺村が町制施行して西大寺町となる。（1町24村）
- 明治32年（1899年）6月1日 - 三櫂村が岡山市に編入。（1町23村）
- 明治33年（1900年）4月1日 - 郡制を施行。郡役所は西大寺町[7]。
- 大正12年（1923年）4月1日 - 郡会が廃止。郡役所は存続。
- 大正15年（1926年）7月1日 - 郡役所が廃止。以降は地域区分名称となる。
- 昭和6年（1931年）4月1日 - 宇野村・平井村が岡山市に編入。（1町21村）
- 昭和12年（1937年）1月1日 - 金岡村が西大寺町に編入。（1町20村）
- 昭和15年（1940年）12月1日 - 芳野村が西大寺町に編入。（1町19村）
- 昭和25年（1950年）10月1日 - 財田村が町制施行して財田町となる。（2町18村）
- 昭和27年（1952年）4月1日 - 三蟠村・沖田村・操陽村・富山村が岡山市に編入。（2町14村）
- 昭和28年（1953年）
  - 2月1日 - 古都村・西大寺町・可知村・光政村・津田村・九蟠村・金田村が邑久郡豊村・太伯村・幸島村および邑久町の一部（長沼の大部分）と合併して西大寺市が発足し、郡より離脱。（1町8村）
  - 4月1日 - 平島村・御休村・角山村が合併して上道町が発足。（2町5村）
- 昭和29年（1954年）4月1日 - 財田町・幡多村・高島村が岡山市に編入。（1町3村）
- 昭和30年（1955年）
  - 2月1日 - 玉井村が赤磐郡瀬戸町・万富町・潟瀬村と合併し、改めて赤磐郡瀬戸町が発足。（1町2村）
  - 2月11日 - 浮田村が上道町に編入。（1町1村）
  - 4月1日 - 雄神村が西大寺市に編入。（1町）
- 昭和46年（1971年）5月1日 - 上道町が岡山市に編入。同日上道郡消滅。岡山県では1900年の郡の再編以来、初の郡消滅となった。

### 変遷表
| 明治22年6月1日 | 明治33年 - 大正15年         | 昭和1年 - 昭和20年             | 昭和21年 - 昭和29年         | 昭和21年 - 昭和29年         | 昭和30年                           | 昭和31年 - 昭和63年          | 平成1年 - 平成21年3月        | 平成21年4月 - 現在                     |
| -------------- | --------------------------- | ------------------------------ | --------------------------- | --------------------------- | ---------------------------------- | ---------------------------- | ---------------------------- | -------------------------------------- |
| 西大寺村       | 明治29年2月26日 町制        | 西大寺町                       | 昭和28年2月1日 西大寺市     | 昭和28年2月1日 西大寺市     | 西大寺市                           | 昭和44年2月18日 岡山市に編入 | 岡山市                       | 平成21年4月1日 政令市に移行 岡山市東区 |
| 金岡村         | 金岡村                      | 昭和12年1月1日 西大寺町に編入  | 昭和28年2月1日 西大寺市     | 昭和28年2月1日 西大寺市     | 西大寺市                           | 昭和44年2月18日 岡山市に編入 | 岡山市                       | 平成21年4月1日 政令市に移行 岡山市東区 |
| 芳野村         | 芳野村                      | 昭和15年12月1日 西大寺町に編入 | 昭和28年2月1日 西大寺市     | 昭和28年2月1日 西大寺市     | 西大寺市                           | 昭和44年2月18日 岡山市に編入 | 岡山市                       | 平成21年4月1日 政令市に移行 岡山市東区 |
| 古都村         | 古都村                      | 古都村                         | 昭和28年2月1日 西大寺市     | 昭和28年2月1日 西大寺市     | 西大寺市                           | 昭和44年2月18日 岡山市に編入 | 岡山市                       | 平成21年4月1日 政令市に移行 岡山市東区 |
| 可知村         | 可知村                      | 可知村                         | 昭和28年2月1日 西大寺市     | 昭和28年2月1日 西大寺市     | 西大寺市                           | 昭和44年2月18日 岡山市に編入 | 岡山市                       | 平成21年4月1日 政令市に移行 岡山市東区 |
| 光政村         | 光政村                      | 光政村                         | 昭和28年2月1日 西大寺市     | 昭和28年2月1日 西大寺市     | 西大寺市                           | 昭和44年2月18日 岡山市に編入 | 岡山市                       | 平成21年4月1日 政令市に移行 岡山市東区 |
| 津田村         | 津田村                      | 津田村                         | 昭和28年2月1日 西大寺市     | 昭和28年2月1日 西大寺市     | 西大寺市                           | 昭和44年2月18日 岡山市に編入 | 岡山市                       | 平成21年4月1日 政令市に移行 岡山市東区 |
| 九蟠村         | 九蟠村                      | 九蟠村                         | 昭和28年2月1日 西大寺市     | 昭和28年2月1日 西大寺市     | 西大寺市                           | 昭和44年2月18日 岡山市に編入 | 岡山市                       | 平成21年4月1日 政令市に移行 岡山市東区 |
| 金田村         | 金田村                      | 金田村                         | 昭和28年2月1日 西大寺市     | 昭和28年2月1日 西大寺市     | 西大寺市                           | 昭和44年2月18日 岡山市に編入 | 岡山市                       | 平成21年4月1日 政令市に移行 岡山市東区 |
| 雄神村         | 雄神村                      | 雄神村                         | 雄神村                      | 雄神村                      | 昭和30年4月1日 西大寺市に編入      | 昭和44年2月18日 岡山市に編入 | 岡山市                       | 平成21年4月1日 政令市に移行 岡山市東区 |
| 平島村         | 平島村                      | 平島村                         | 昭和28年4月1日 上道町       | 昭和28年4月1日 上道町       | 上道町                             | 昭和46年5月1日 岡山市に編入  | 岡山市                       | 平成21年4月1日 政令市に移行 岡山市東区 |
| 御休村         | 御休村                      | 御休村                         | 昭和28年4月1日 上道町       | 昭和28年4月1日 上道町       | 上道町                             | 昭和46年5月1日 岡山市に編入  | 岡山市                       | 平成21年4月1日 政令市に移行 岡山市東区 |
| 角山村         | 角山村                      | 角山村                         | 昭和28年4月1日 上道町       | 昭和28年4月1日 上道町       | 上道町                             | 昭和46年5月1日 岡山市に編入  | 岡山市                       | 平成21年4月1日 政令市に移行 岡山市東区 |
| 浮田村         | 浮田村                      | 浮田村                         | 浮田村                      | 浮田村                      | 昭和30年2月11日 上道町に編入       | 昭和46年5月1日 岡山市に編入  | 岡山市                       | 平成21年4月1日 政令市に移行 岡山市東区 |
| 三櫂村         | 明治32年6月1日 岡山市に編入 | 岡山市                         | 岡山市                      | 岡山市                      | 岡山市                             | 岡山市                       | 岡山市                       | 平成21年4月1日 政令市に移行 岡山市中区 |
| 宇野村         | 宇野村                      | 昭和6年4月1日 岡山市に編入     | 岡山市                      | 岡山市                      | 岡山市                             | 岡山市                       | 岡山市                       | 平成21年4月1日 政令市に移行 岡山市中区 |
| 平井村         | 平井村                      | 昭和6年4月1日 岡山市に編入     | 岡山市                      | 岡山市                      | 岡山市                             | 岡山市                       | 岡山市                       | 平成21年4月1日 政令市に移行 岡山市中区 |
| 富山村         | 富山村                      | 富山村                         | 昭和27年4月1日 岡山市に編入 | 昭和27年4月1日 岡山市に編入 | 岡山市                             | 岡山市                       | 岡山市                       | 平成21年4月1日 政令市に移行 岡山市中区 |
| 操陽村         | 操陽村                      | 操陽村                         | 昭和27年4月1日 岡山市に編入 | 昭和27年4月1日 岡山市に編入 | 岡山市                             | 岡山市                       | 岡山市                       | 平成21年4月1日 政令市に移行 岡山市中区 |
| 三蟠村         | 三蟠村                      | 三蟠村                         | 昭和27年4月1日 岡山市に編入 | 昭和27年4月1日 岡山市に編入 | 岡山市                             | 岡山市                       | 岡山市                       | 平成21年4月1日 政令市に移行 岡山市中区 |
| 沖田村         | 沖田村                      | 沖田村                         | 昭和27年4月1日 岡山市に編入 | 昭和27年4月1日 岡山市に編入 | 岡山市                             | 岡山市                       | 岡山市                       | 平成21年4月1日 政令市に移行 岡山市中区 |
| 財田村         | 財田村                      | 財田村                         | 昭和25年10月1日 町制        | 昭和29年4月1日 岡山市に編入 | 岡山市                             | 岡山市                       | 岡山市                       | 平成21年4月1日 政令市に移行 岡山市中区 |
| 高島村         | 高島村                      | 高島村                         | 高島村                      | 昭和29年4月1日 岡山市に編入 | 岡山市                             | 岡山市                       | 岡山市                       | 平成21年4月1日 政令市に移行 岡山市中区 |
| 幡多村         | 幡多村                      | 幡多村                         | 幡多村                      | 昭和29年4月1日 岡山市に編入 | 岡山市                             | 岡山市                       | 岡山市                       | 平成21年4月1日 政令市に移行 岡山市中区 |
| 玉井村         | 玉井村                      | 玉井村                         | 玉井村                      | 玉井村                      | 昭和30年2月1日 赤磐郡 瀬戸町の一部 | 赤磐郡 瀬戸町                | 平成19年1月22日 岡山市に編入 | 平成21年4月1日 政令市に移行 岡山市東区 |

## 行政
歴代郡長
| 代 | 氏名 | 就任年月日                | 退任年月日                | 備考                   |
| -- | ---- | ------------------------- | ------------------------- | ---------------------- |
| 1  |      | 明治11年（1878年）9月29日 |                           |                        |
|    |      |                           | 大正15年（1926年）6月30日 | 郡役所廃止により、廃官 |